# Liga Asobal 2002-03
La Liga Asobal 2002-03 se desarrolló con un total de 16 equipos participantes, enfrentándose todos contra todos a doble vuelta. Los dos equipos que ascendieron este año a la liga fueron el BM Alcobendas y el BM Torrevieja.
El defensor del título, el Portland San Antonio, solo pudo ser cuarto clasificado tras perder cinco encuentros en toda la liga, mientras el FC Barcelona solo cedió dos empates y dos derrotas. Tanto el Barcelona, como el BM Ciudad Real y el Caja España Ademar León se clasificaron para la siguiente edición de la Liga de Campeones de la EHF.

## Clasificación
| Pos | Equipo                        | J  | G  | E | P  | GF  | GC  | Dif  | Pts |
| --- | ----------------------------- | -- | -- | - | -- | --- | --- | ---- | --- |
| 1   | F.C. Barcelona                | 30 | 26 | 2 | 2  | 960 | 745 | 215  | 54  |
| 2   | BM. Ciudad Real               | 30 | 25 | 0 | 5  | 896 | 694 | 202  | 50  |
| 3   | Caja España Ademar León       | 30 | 23 | 3 | 4  | 895 | 750 | 145  | 49  |
| 4   | Portland San Antonio Pamplona | 30 | 22 | 3 | 5  | 868 | 762 | 106  | 47  |
| 5   | C.BM. Valladolid              | 30 | 16 | 5 | 9  | 888 | 815 | 73   | 37  |
| 6   | BM. Altea                     | 30 | 14 | 4 | 12 | 775 | 761 | 14   | 32  |
| 7   | C.B. Cantabria Santander      | 30 | 13 | 4 | 13 | 759 | 751 | 8    | 30  |
| 8   | BM. Valencia                  | 30 | 15 | 0 | 15 | 792 | 841 | –49  | 30  |
| 9   | C.BM. Granollers              | 30 | 11 | 6 | 13 | 821 | 816 | 5    | 28  |
| 10  | BM. Gáldar                    | 30 | 10 | 5 | 15 | 769 | 784 | –15  | 25  |
| 11  | S.D. Teucro Pontevedra        | 30 | 7  | 7 | 16 | 766 | 875 | –109 | 21  |
| 12  | BM. Cangas                    | 30 | 6  | 8 | 16 | 710 | 841 | –131 | 20  |
| 13  | C.D. Bidasoa Irún             | 30 | 5  | 9 | 16 | 721 | 771 | –50  | 19  |
| 14  | C.B. Barakaldo                | 30 | 5  | 6 | 19 | 751 | 888 | –137 | 16  |
| 15  | BM. Alcobendas                | 30 | 7  | 2 | 21 | 674 | 770 | –96  | 16  |
| 16  | BM. Torrevieja                | 30 | 3  | 0 | 27 | 733 | 914 | –181 | 6   |

|  | EHF Champions League |
|  | Recopa de Europa     |
|  | Copa EHF             |
|  | Descendido           |

## Plantillas
cf. Mundo Deportivo, ed. (14 de septiembre de 2002). «Un póker de ases consolidado». Consultado el 16 de agusto de 2022.

## Equipo ideal
Equipo ideal de la Liga Asobal.
| Posición          | Jugador               | Equipo               |
| ----------------- | --------------------- | -------------------- |
| Portero           | David Barrufet        | FC Barcelona         |
| Extremo izquierdo | Juanín García         | Ademar León          |
| Lateral izquierdo | Enric Masip           | FC Barcelona         |
| Central           | Jackson Richardson    | Portland San Antonio |
| Lateral derecho   | László Nagy           | FC Barcelona         |
| Extremo derecho   | Antonio Carlos Ortega | FC Barcelona         |
| Pivote            | Dragan Škrbić         | FC Barcelona         |